# الدوري الجنوبي لكرة القدم 1988–89
الدوري الجنوبي لكرة القدم 1988–89 (بالإنجليزية: 1988–89 Southern Football League)‏ هو موسم من الدوري الجنوبي الممتاز، الذي يعد أعلى دوري كرة قدم في جمهورية أيرلندا، فاز فيه نادي ميرثير تيدفيل ‏.